# Miss Mundo 1963
Miss Mundo 1963 fue la 13.ª edición del Miss Mundo, cuya final se celebró en el Lyceum Theatre de Londres, el 7 de noviembre de 1963, transmitido por la BBC. 40 candidatas compitieron por la corona, cuya ganadora fue Carole Joan Crawford de Jamaica, fue coronada por  Miss Mundo 1962, Catharina Lodders de Holanda.

## Resultados
| Resultado final         | Candidata |
| ----------------------- | --- |
| Miss Mundo 1963         | - Jamaica – Carole Crawford |
| 1.ª Finalista           | - Nueva Zelanda – Elaine Miscall |
| 2.ª Finalista           | - Finlandia – Marja-Liisa Ståhlberg |
| 3.ª Finalista           | - Dinamarca – Aino Korwa |
| 4.ª Finalista           | - Suecia – Grete Qviberg |
| Top 7                   | - Francia – Muguette Fabris - Reino Unido – Diana Westbury |
| Semifinalistas (Top 14) | - Brasil – Vera Lúcia Ferreira Maia - Ceilán – Jennifer Anne Fonseka - Colombia – María Eugenia Cucalón Venegas - Corea – Choi Keum-shil - Liberia – Ethel Zoe Norman - Malasia – Catherine Loh - Estados Unidos – Michele Metrinko |

## Candidatas
40 delegadas participaron en el certamen.
| País           | Delegada                      |
| -------------- | ----------------------------- |
| Alemania       | Susie Gruner                  |
| Argentina      | Diana Sarti                   |
| Austria        | Sonja Russ                    |
| Bélgica        | Irène Godin                   |
| Bolivia        | Rosario Lopera                |
| Brasil         | Vera Lúcia Ferreira Maia      |
| Canadá         | Jane Kmita                    |
| Ceilán         | Jennifer Ann Fonseka          |
| Chile          | María del Pilar Aguirre       |
| Chipre         | Maro Zorna                    |
| Colombia       | María Eugenia Cucalón Venegas |
| Corea          | Choi Keum-shil                |
| Dinamarca      | Aino Korwa                    |
| España         | Encarnación Zalabardo         |
| Estados Unidos | Michele Metrinko              |
| Finlandia      | Marja-Liisa Ståhlberg         |
| Francia        | Muguette Fabris               |
| Grecia         | Athanasia (Soula) Idromenou   |
| Holanda        | Hanny Ijsbrandts              |
| Irlanda        | Joan Power                    |
| Islandia       | Maria Ragnarsdóttir           |
| Israel         | Sara Talmi                    |
| Jamaica        | Carole Joan Crawford          |
| Japón          | Miyako Harada                 |
| Jordania       | Despo Drakolakis              |
| Liberia        | Ethel Zoe Norman              |
| Luxemburgo     | Catherine Paulus              |
| Malasia        | Catherine Loh                 |
| México         | Ana Martin                    |
| Nigeria        | Gina Onyejiaka                |
| Nueva Zelanda  | Elaine Miscall                |
| Perú           | Lucía Buonnani                |
| Portugal       | Maria Penedo                  |
| Reino Unido    | Diana Westbury                |
| Sudáfrica      | Louise Crous                  |
| Suecia         | Grete Qviberg                 |
| Surinam        | Virginia Blanche Hardjo       |
| Túnez          | Claudine Younes               |
| Turquía        | Gulseren Kocaman              |
| Venezuela      | Milagros Galíndez             |

## Sobre los países de Miss Mundo 1963

### Debutantes
- Chile
- Colombia
- Liberia
- Malasia
- México
- Nigeria

### Retiradas
- India
- Italia
- Uruguay

### Retornos
- Compitió por última vez en 1958:
  -  Túnez
- Compitieron por última vez en 1961:
  -  Bolivia
  -  Ceilán
  -  Surinam
  -  Turquía

### Crossovers
| Miss Universo - 1963: Bélgica - Irène Godin - 1963: Canadá - Jane Kmita - 1963: Dinamarca - Aino Korwa (Primera finalista) - 1963: Holanda - Elsa Onstenk - 1964: Irlanda - Joan Power - 1964: Túnez - Claudine Younes Miss Internacional - 1963: Espanha - Encarnación Zalabardo - 1963: Reino Unido - Diana Westbury (Primera finalista) - 1963: Luxemburgo - Catherine Paulus (Miss Simpatía) - 1963: Nueva Zelanda - Elaine Miscall (Semifinalista) - 1964: Canadá - Jane Kmita | Miss Europa - 1963: Bélgica - Irène Godin - 1963: Dinamarca - Aino Korwa (Segunda finalista) - 1963: Finlandia - Marja-Liisa Ståhlberg (Cuarta finalista) - 1963: Suecia - Grete Qviberg (Tercera finalista) Miss Escandinavia - 1964: Bélgica - Irène Godin - 1964: Dinamarca - Aino Korwa (Primera finalista) - 1964: Finlandia - Marja-Liisa Ståhlberg (Segunda finalista) - 1964: Suecia - Grete Qviberg Miss Naciones Unidas - 1964: Finlandia - Marja-Liisa Ståhlberg (Semifinalista) - 1964: Reino Unido - Diana Westbury (Primera finalista) |